# كليفتون كولينز جونيور
كليفتون كولينز جونيور (بالإنجليزية: Clifton Collins Jr.)‏ مواليد 16 يونيو 1970 في لوس أنجلوس، هو ممثل أمريكي بدأ مسيرته الفنية سنة 1990.

## الأعمال

### أفلام
| السنة | العمل                     | الدور            |
| ----- | ------------------------- | ---------------- |
| 1993  | بويتيك جاستيس             |                  |
| 1997  | 187                       | سيزار سانشيز     |
| 2000  | إتجار                     | فرانسيسكو فلوريس |
| 2001  | القلعة الأخيرة            |                  |
| 2005  | كابوتي                    | بيري إدوارد سميث |
| 2006  | بابل                      |                  |
| 2009  | ستار تريك                 |                  |
| 2009  | إخوة                      |                  |
| 2010  | التجربة                   | نيكس             |
| 2010  | سكوت بيلجرام يواجه العالم |                  |
| 2013  | حافة الهادي               |                  |
| 2013  | باركر                     | روس              |
| 2014  | تسامي                     | مارتن            |
| 2016  | ثلاث تسعات                | فرانكو رودريغيز  |

### مسلسلات
- جوال تكساس ووكر (1996)
- إي آر (1997)
- إن واي بي دي بلو (1997) (بدور: جيمي كورتيز)
- إيلياس (2003)
- الدرع (2007)
- سي اس آي: نيويورك (2011) (بدور: ريموند هاريس)
- القائمة السوداء (2013)
- وست وورلد (2016) (بدور: لورنس / إل لازو)

### ألعاب فيديو
- جراند ثفت أوتو: سان أندرياس

## روابط خارجية
- كليفتون كولينز جونيور على موقع IMDb (الإنجليزية)
- كليفتون كولينز جونيور على موقع قاعدة بيانات الأفلام العربية
- كليفتون كولينز جونيور على موقع ألو سيني (الفرنسية)
- كليفتون كولينز جونيور على موقع تيرنر كلاسيك موفيز (الإنجليزية)
- كليفتون كولينز جونيور على موقع أول موفي (الإنجليزية)
- كليفتون كولينز جونيور على موقع قاعدة بيانات الأفلام السويدية (السويدية)
- كليفتون كولينز جونيور على موقع قاعدة بيانات الأفلام السويدية (السويدية)
- كليفتون كولينز جونيور على موقع إن إن دي بي (الإنجليزية)
- كليفتون كولينز جونيور على موقع قاعدة بيانات الفيلم (الإنجليزية)
- كليفتون كولينز جونيور على موقع كينوبويسك (الروسية)